# Rune Olijnyk
Rune Olijnyk (* 27. Dezember 1968 in Lørenskog) ist ein ehemaliger norwegischer Skispringer.

## Sportliche Laufbahn
Olijnyk gab am 3. Dezember 1989 sein Debüt im Skisprung-Weltcup und erreichte von der Großschanze in Thunder Bay den 34. Platz. Am 28. Dezember 1989 gelang ihm in Oberstdorf mit dem 9. Platz erstmals der Sprung unter die besten zehn sowie erstmals der Gewinn von Weltcup-Punkten. Am 6. Januar 1990 konnte er mit dem 6. Platz in Bischofshofen das beste Weltcup-Einzelergebnis seiner Karriere erreichen.
Bei der Nordischen Skiweltmeisterschaft 1991 in Val di Fiemme gewann er von der Großschanze die Silbermedaille und sprang von der Normalschanze auf den 20. Platz. Im Teamspringen erreichte er mit der Mannschaft den 4. Platz und verpasste damit nur knapp die Medaillenränge. Bei den Olympischen Winterspielen 1992 in Albertville erreichte er im Teamspringen gemeinsam mit Espen Bredesen, Magne Johansen und Lasse Ottesen den 7. Platz.
Am 15. März 1992 sprang Olijnyk in Oslo sein letztes Weltcup-Springen, bevor er nach dem Ende der Saison 1991/92 seine aktive Skisprungkarriere beendete.